# Hana-bi - Fiori di fuoco
Hana-bi - Fiori di fuoco (はなび?, Hana-bi, lett. "Fiori di fuoco" o "Fuochi d'artificio") è un film del 1997 diretto da Takeshi Kitano.
Vincitore del Leone d'oro alla 54ª Mostra internazionale d'arte cinematografica di Venezia, grazie all'importante premio aggiudicatosi dal film, Hana-Bi è riconosciuto come la pellicola che diede rinomanza internazionale a Takeshi Kitano.

## Trama
Nishi è un ex-poliziotto dai modi bruschi e sbrigativi, vincolato a degli strozzini della yakuza a causa di un debito. Ma il suo carattere nasconde un profondo dolore: sua moglie è affetta da leucemia ed è senza speranza di cura. Intanto Horibe, un suo collega, rimane paralizzato durante un'operazione di polizia, e vede il proprio mondo crollargli addosso.
A queste due storie dolorose i protagonisti troveranno modi diversi di reagire: Horibe, dopo un tentativo di suicidio, decide di dedicarsi alla pittura; Nishi, sotto consiglio del medico, decide di trascorrere gli ultimi momenti della moglie al suo fianco. Dopo aver rapinato una banca travestendosi da poliziotto, Nishi fugge assieme alla moglie dalla città, ricercato dagli uomini della yakuza e dai suoi ex-colleghi.

## Produzione
Hana-bi in giapponese significa letteralmente "fiori di fuoco", come a rappresentare i due elementi protagonisti della pellicola: i delicati fiori disegnati ed il violento fuoco delle pistole. La storia si divide tutta fra estrema violenza ed estrema dolcezza.

### Regia
Già con Violent Cop, Kitano aveva gettato le basi narrative per questo film (molti elementi della storia sono simili), ma mentre quello era semplicemente un classico "yakuza movie", genere molto amato in Giappone, in Hana-bi il colore rosso sangue serve anche per dipingere meravigliosi quadri.
Kitano per la prima volta reinterpreta il genere proponendo una storia catartica, dove la "grande sparatoria" non chiude la storia ma addirittura l'apre, dove la violenza non è al servizio del bene o di un qualche ideale, bensì fine a sé stessa. Hana-bi è una storia di rinascita, di riscatto, di una nuova vita che nasce dalla morte. Di fiori nati dal fuoco, da quel fuoco che colpisce i giusti come gli ingiusti, e che quindi non ha messaggio morale.
Tutto il film è cosparso sì da sangue, ma anche da immagini meravigliose e delicate, come i colori pastello dei quadri e dei paesaggi. Tutti i quadri o i disegni presenti nel film sono opera di Kitano stesso, rendendo quindi quasi biografica la storia di Horibe che, una volta perso tutto nella vita, solo nel disegno troverà riscatto e voglia di vivere: anche il regista ha subìto nella realtà un violentissimo incidente in moto nell'agosto del 1994, e durante la convalescenza si è dilettato di disegno.
Nishi invece vive una dolorosa esperienza con la moglie malata terminale, trasformandosi da poliziotto violento a tenero marito e prendendosi cura della donna in rigoroso silenzio. Non c'è dialogo fra i due, ma è tutto un linguaggio di gesti, di sguardi e di giochi. Il gioco è elemento fondamentale di Kitano ed è presente in tutti i film, proprio come il mare e la violenza: sembra che nessun momento sia troppo triste o tragico per non poter lasciarsi andare ad un piccolo gioco.

## Colonna sonora
Frutto della quarta collaborazione tra Joe Hisaishi e Takeshi Kitano, il commento musicale è uno dei più belli tra quelli realizzati dal compositore giapponese.
Più delle altre volte, la musica è componente essenziale del film.
Tracklist:
1. Hana-bi - 3:42
2. Angel - 2:41
3. Sea of Blue - 3:29
4. ...and Alone - 2:29
5. Ever Love - 2:15
6. Painters - 5:57
7. Smile and Smile - 2:55
8. Heaven's Gate - 4:59
9. Tenderness - 2:31
10. Thank You... for Everything - 7:09
11. Hana-bi (Reprise) - 3:41

## Distribuzione
Il film è stato presentato in anteprima in Italia alla 54ª Mostra internazionale d'arte cinematografica di Venezia il 3 settembre 1997 (mentre in patria è uscito il 24 gennaio 1998).

## Riconoscimenti
- 54ª Mostra internazionale d'arte cinematografica di Venezia
  - Leone d'oro al miglior film
- Camerimage 1998
  - Rana d'argento (Hideo Yamamoto)
- European Film Awards 1997
  - Miglior film internazionale
- Japan Academy Awards 1998
  - Miglior colonna sonora (Joe Hisaishi)

## Critica
Paolo Mereghetti, nel suo Dizionario dei film, assegna alla pellicola quattro stelle su quattro, elogiando lo stile di Takeshi Kitano, definendolo "folgorante e contemplativo" e il suo "talento di suscitare emozioni vere, rare nel cinema contemporaneo"

## Curiosità
- La bambina con l'aquilone che si vede nel finale del film è in realtà la figlia del regista, Shoko Kitano.
- In giapponese Hana-Bi significa letteralmente "fiori di fuoco", ma in realtà sta per "fuochi d'artificio". Casualmente, nello stesso periodo in cui il film è stato presentato in Italia, sul mercato italiano è uscito il film Fuochi d'artificio di Leonardo Pieraccioni, e si dice che questo sia uno dei motivi per cui in Italia il titolo del film sia rimasto quello originale, [senza fonte] anche se in effetti il titolo del film di Kitano non è stato mai tradotto nei vari paesi europei in cui è stato presentato.